# Selenicë
Selenicë là một đô thị trong quận Vlorë thuộc hạt Vlorë, Albania. Dân số năm 2005 là 3955 người.